# Diócesis de Cassano all'Jonio
La diócesis de Cassano all'Jonio (en latín: Dioecesis Cassanensis y en italiano: Diocesi di Cassano all'Jonio) es una circunscripción eclesiástica de la Iglesia católica en Italia. Se trata de una diócesis latina, sufragánea de la arquidiócesis de Cosenza-Bisignano. Desde el 28 de febrero de 2015 su obispo es Francesco Savino.

## Territorio y organización

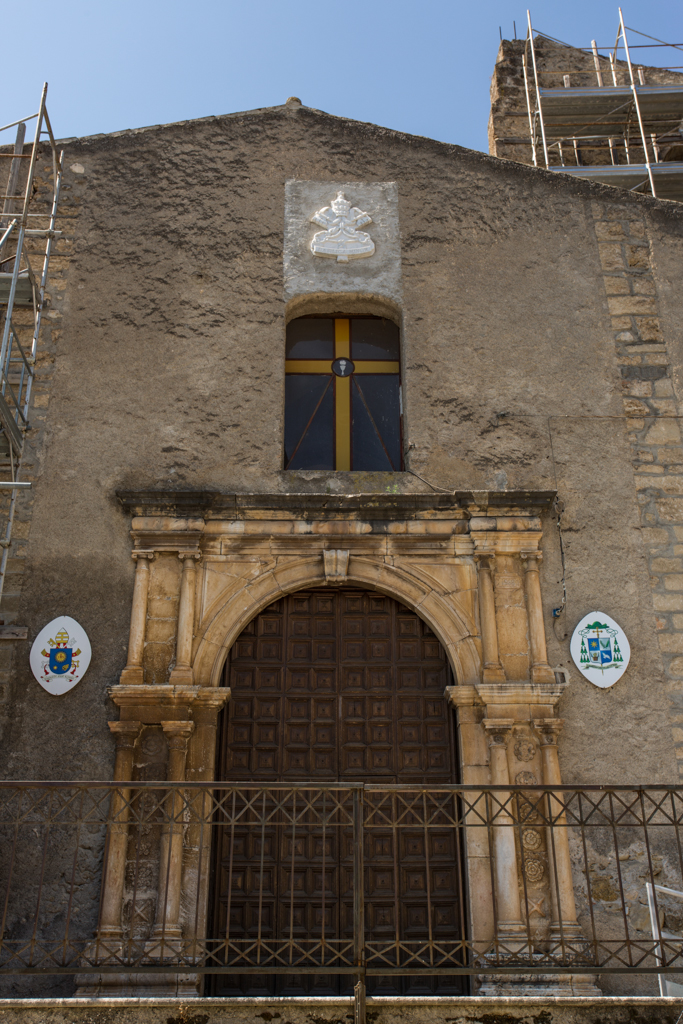
Basílica de San Julián, en Castrovillari

La diócesis tiene 1311 km² y extiende su jurisdicción sobre los fieles católicos de rito latino residentes en 22 comunas de la provincia de Cosenza de la región de Calabria: Albidona, Alessandria del Carretto, Altomonte, Amendolara, Canna, Cassano all'Ionio, Castrovillari, Cerchiara di Calabria, Francavilla Marittima, Laino Borgo, Laino Castello, Montegiordano, Morano Calabro, Mormanno, Nocara, Oriolo, Rocca Imperiale, Roseto Capo Spulico, San Lorenzo Bellizzi, Saracena, Trebisacce y Villapiana.

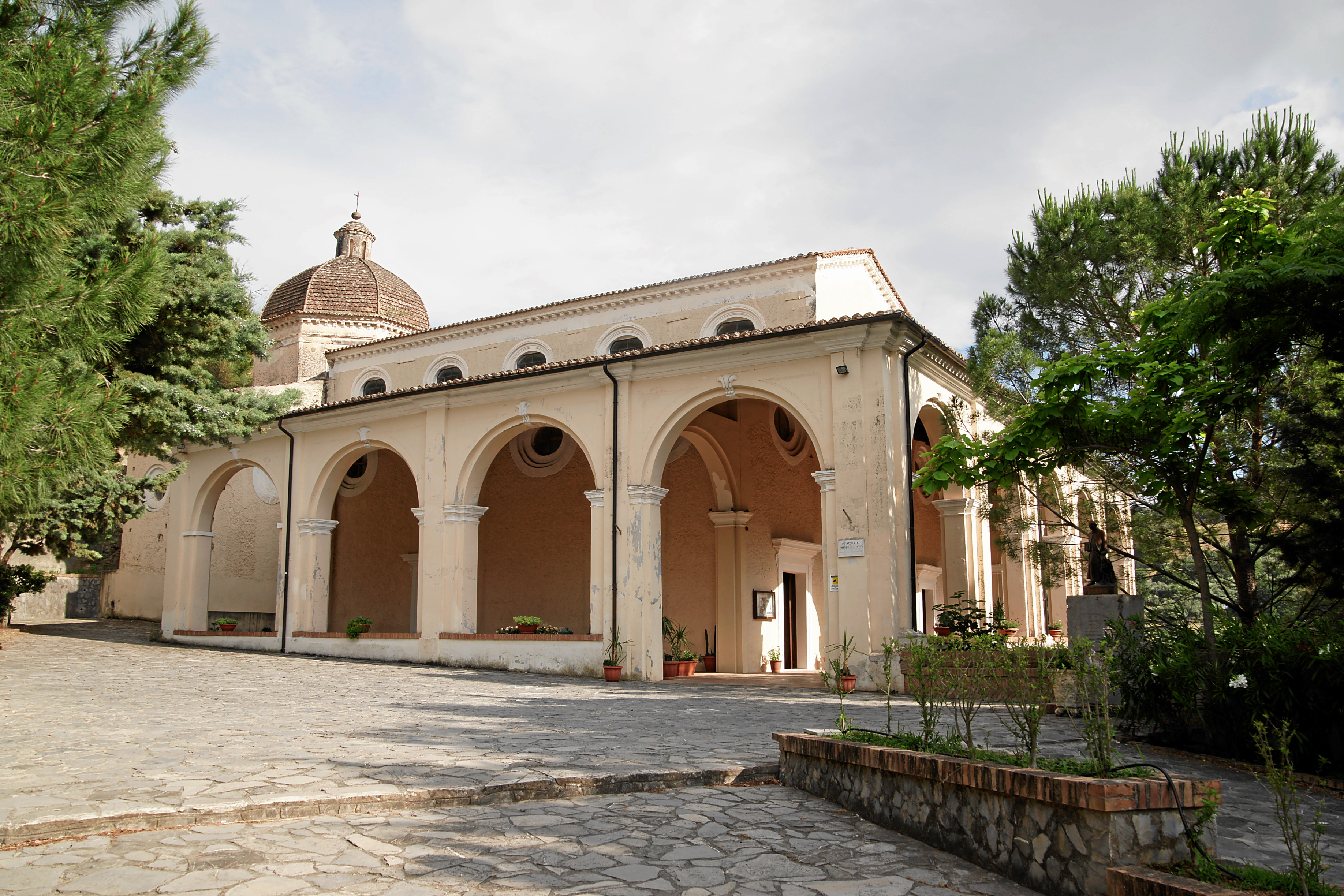
Santuario de Santa María de la Cadena, en Cassano all'Ionio

La sede de la diócesis se encuentra en la ciudad de Cassano allo Ionio (también llamada Cassano all'Ionio, Cassano all'Jonio y Cassano allo Jonio), en donde se halla la Catedral basílica de la Natividad de la Santísima Virgen María del Lauro. En Castrovillari se halla la basílica de San Julián. Hay cinco santuarios reconocidos de la diócesis: Santa María de la Cadena, en Cassano allo Ionio, Santa María del Castello, en Castrovillari (elevado a la dignidad de basílica menor en 2022), Santa Maria de las Armas, en Cerchiara di Calabria, Virgen de las Capillas, en Laino Borgo y la Virgen de la Nova, en Rocca Imperiale.

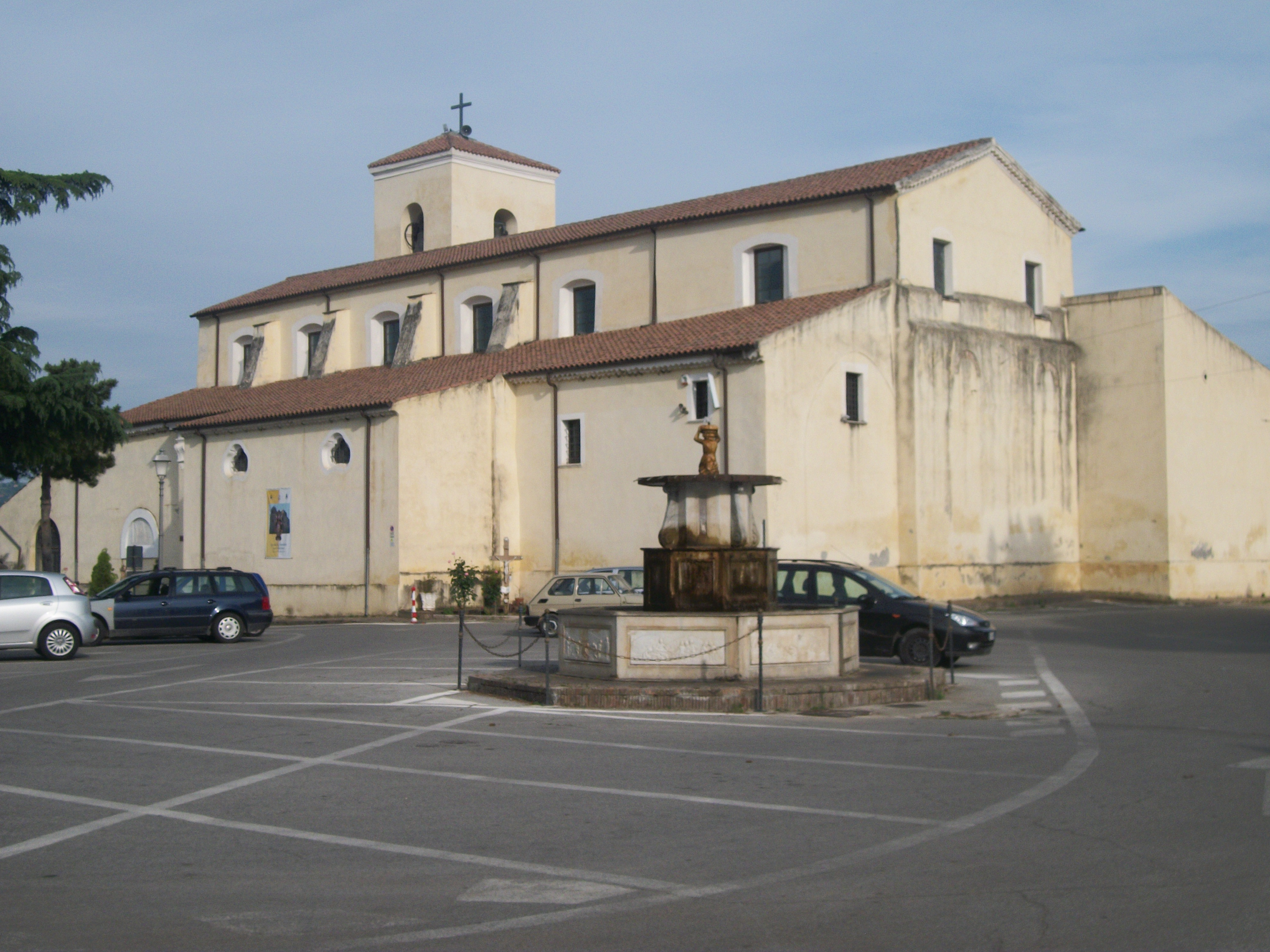
Santuario de Santa María del Castello, en Castrovillari

En 2021 en la diócesis existían 52 parroquias agrupadas en 3 vicarías foráneas: Cassano, Castrovillari y Alto Ionio.

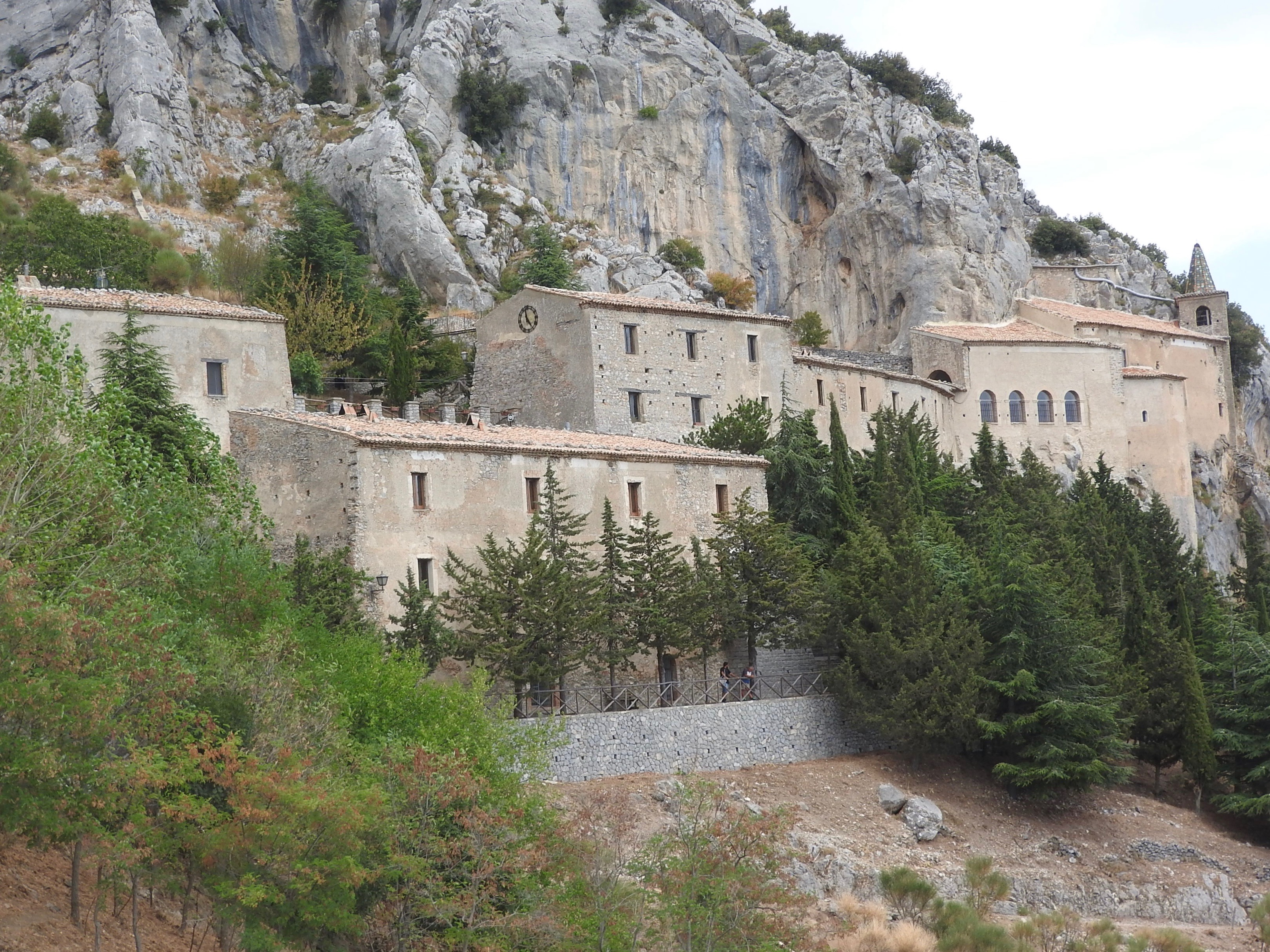
Santuario de Santa María de las Armas, en Cerchiara di Calabria

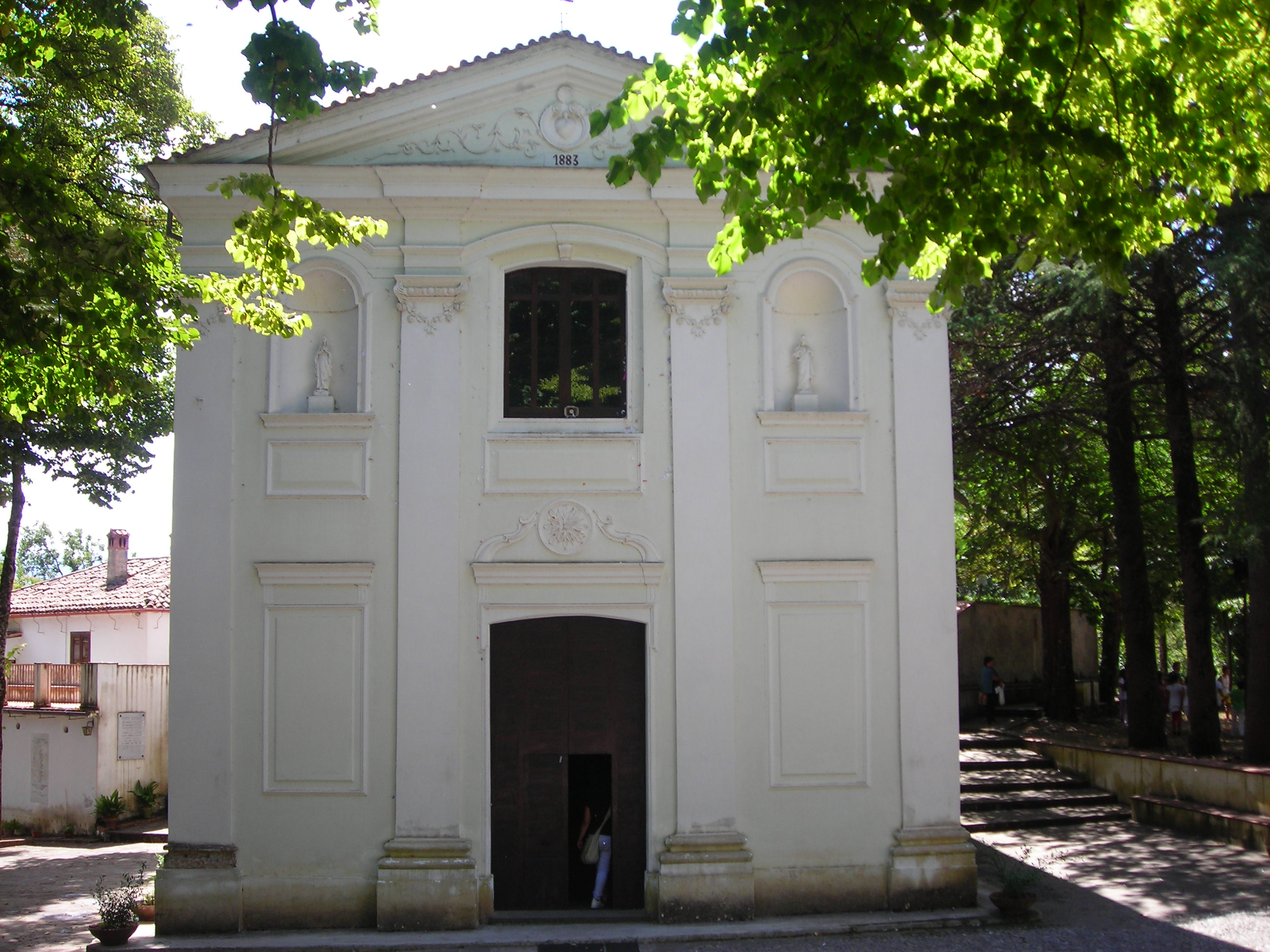
Santuario de la Virgen de las Capillas, en Laino Borgo

## Historia
Los orígenes de la diócesis de Cassano son inciertos. Según algunos autores, el primer documento que certifica la sede episcopal podría remontarse al pontificado del papa Hilario (461-468): entre los firmantes de las actas del sínodo celebrado en 465 en Roma en la basílica de Santa María la Mayor, había de hecho un Caprarius (o Capsarius), episcopus Cassanensis. Otros historiadores, sin embargo, creen que Caprario no fue obispo Cassanensis, sino de Cassitanus, es decir, de Cassino, en el sur del Lacio.
La diócesis aparentemente fue erigida en la segunda mitad del siglo IX, cuando los ejércitos bizantinos arrebataron el valle de Cratis a los lombardos. Sin embargo, no aparece en la Notitia Episcopatuum compuesta por el emperador bizantino León VI (886-912) y datable a principios del siglo X, sino sólo en las versiones posteriores redactadas en el mismo siglo, en las que aparece la diócesis entre las sufragáneas de la arquidiócesis de Regio; «en el momento de su fundación absorbió ciertamente, aunque se desconoce en qué medida, una parte del territorio de la antigua diócesis de Thurio e íntegramente el de Blanda después de su destrucción o abandono».
El primer obispo conocido pudo haber sido Davide, a mediados del siglo X, mencionado en la vida de Gregorio Abad. Después de Davide es necesario remontarse hasta mediados del siglo siguiente para encontrar otro obispo: en 1059 un obispo bizantino anónimo de Cassano, junto con el praesopus de Gerace, intentando oponerse a la expansión de los normandos en el sur de Italia, lideraron un asalto en la fortaleza de San Martino, en el valle de las Salinas, sufriendo una aplastante derrota.
Después de la conquista bizantina, la diócesis se hizo cargo del rito y la liturgia griega. «A pesar de estar inserta en una zona disputada por bizantinos y lombardos y por tanto sometida a influencias griegas y latinas, parecía marcadamente bizantina». De hecho, fue una de las cunas del monacato griego en Calabria, gracias a su importante presencia en Mercurión, donde vivieron o estudiaron en los monasterios locales un gran número de personalidades que fueron veneradas como santos por la Iglesia, entre ellas san Fantino el Joven, san Nicodemo de Cirò, san Zacarías del Mercurión, san Saba del Mercurión, san Lucas de Demenna, san Macario Abad y, probablemente el más importante, san Nilo de Rossano.
Durante la Edad Media la Iglesia de Cassano estuvo sujeta a acontecimientos alternos, pasando muy rápidamente de la dependencia de la arquidiócesis de Regio a la sujeción inmediata a la Santa Sede.
Después de la conquista normanda, con una bula del 24 de marzo de 1058 el papa Esteban IX la declaró, junto con las demás diócesis del valle de Cratis (Cosenza, Malvito, Bisignano y Martirano), sufragánea de Salerno. Desde que Regio había sido conquistada por los normandos (1060) y había vuelto al rito latino, el metropolitano de Regio reclamó el sometimiento de Cassano. El papa Pascual II, sin embargo, lo declaró inmediatamente sujeta a la Santa Sede, privilegio confirmado por Calixto II. Volvió a depender de la Iglesia de Regio probablemente a instancias del papa Eugenio III (1145-1153), pero no existen documentos; aparece, sin embargo, entre las diócesis sufragáneas de Regio en un acta del papa Alejandro III de 19 de noviembre de 1165.
Cassano fue inmediatamente nuevamente sometida a la Santa Sede con una bula de Bonifacio VIII de 1303, pero algunos años más tarde el papa Juan XXII en una bula del 24 de octubre de 1334, refiriéndose a la elección de un obispo de Cassano, subraya que esto fue confirmado por metropolitano de Regio. Fue devuelta al sometimiento inmediato el 5 de diciembre de 1454, a instancia del papa Nicolás V, pero el papa Pío II con la bula Disponente Domino del 21 de enero de 1459 volvió a confiar Cassano a la jurisdicción del arzobispo de Regio. Sin embargo, hacia finales del siglo XVI Cassano volvió a estar inmediatamente sujeta a la Santa Sede.
Del anónimo obispo griego de 1059, se conoce a Sassone, primer obispo de rito latino, que obtuvo del papa Urbano II el título de barón, extendido a sus sucesores. Durante su episcopado, el clero de rito latino, impuesto por los normandos, convivió pacíficamente con el de rito griego, que sin embargo fue desapareciendo progresivamente. A partir del siglo XIV los obispos electos de Cassano tuvieron que pagar una gran suma de dinero a la Cámara Apostólica; esto favorecía el nombramiento de nobles o familiares de los altos prelados. En la primera mitad del siglo XVI la diócesis de Cassano fue entregada in commenda o administración a algunos cardenales de la Curia, a quienes Clemente VII y Paulo III concedieron el privilegio de exención personal. La institución de la commenda y el ausentismo de los obispos favorecieron el empobrecimiento de los bienes de la mensa episcopal en beneficio de los barones y los poderosos locales.
Está documentada la presencia de dos etnias en el territorio diocesano, la judía y la albanesa. La presencia judía, ya atestiguada en el siglo XIII y posteriormente a lo largo del siglo XVII, se centró sobre todo en las localidades de Castrovillari, Altomonte, Morano y Scalea. Los albaneses llegaron a la diócesis en el siglo XV donde se les concedieron las aldeas de Acquaformosa, Civita, Firmo, Frascineto, Porcile, Lungro, Plataci y San Basile. Después de un período de convivencia pacífica, a partir de 1490 "las relaciones comenzaron a deteriorarse hasta alcanzar su punto máximo en el período posterior al Concilio de Trento, cuando los albaneses sufrieron abusos y violencia psicológica a través de drásticas medidas represivas adoptadas por los obispos".
A partir de la segunda mitad del siglo XVI los obispos volvieron a residir en la diócesis y aplicaron progresivamente los decretos del Concilio de Trento: Giovan Battista Serbelloni (1561-1579) convocó el primer sínodo diocesano; Tiberio Carafa (1579-1588) fundó el seminario y celebró el segundo sínodo; Owen Lewis (1589-1595) realizó la primera visita pastoral a la diócesis y fundó varias cofradías laicas; Gennaro Fortunato (1729-1751) estableció un plan pastoral de renovación del espíritu religioso, a través de la obra de san Ángelo de Acri y del beato Mariano Arciero, y se ocupó de la catequesis mediante disposiciones particulares emitidas con un edicto en 1744.
Mediante la bula De utiliori del papa Pío VII del 27 de junio de 1818, con la que se reformaron las jurisdicciones eclesiásticas del Reino de Nápoles, la sede de Cassano quedó sometida a la provincia eclesiástica de la arquidiócesis de Regio.
Entre los siglos XIX y XX el territorio diocesano se modificó y redujo sustancialmente:
- el 21 de octubre de 1898, mediante el decreto Illud semper, cedió Maratea y sus cuatro parroquias, incluida la basílica de San Blas, patrono de la propia diócesis, a la diócesis de Policastro;[7]
- el 13 de febrero de 1919, luego de la erección de la eparquía de Lungro mediante la bula Catholici fideles del papa Benedicto XV, Cassano cedió los territorios de lengua albanesa y de rito bizantino que existían en su territorio, es decir: Acqua Formosa, Civita, Firmo, Frascineto, Lungro, Piataci, Porcile, San Basile;[8][9]
- el 8 de septiembre de 1976, para hacer coincidir los límites de las diócesis con los de las regiones civiles, las parroquias lucanianas de la diócesis (Castelluccio Inferiore, Castelluccio Superiore, Rotonda, Viggianello y las parroquias de Agromonte Magnano y Agromonte Mileo en la comuna de Latronico) fueron cedidos a la diócesis de Anglona-Tursi y a cambio las ciudades del Alto Jónico Cosentino (Alessandria del Carretto, Amendolara, Canna, Montegiordano, Nocara, Oriolo, Rocca Imperiale y Roseto Capo Spulico) fueron agregadas a Cassano;[10]
- el 4 de abril de 1979 fue entregado a la diócesis el vicariato de Scalea, incluidas las comunas de la franja costera tirrena de Scalea, Aieta, Orsomarso, Papasidero, Praia a Mare, San Nicola Arcella, Santa Domenica Taleo, Santa Maria del Cedro, de San Marco Argentano, Tortora y Verbicaro.[11]

El 30 de enero de 2001, mediante la bula Maiori Christifidelium, el papa Juan Pablo II elevó la arquidiócesis de Cosenza-Bisignano a la dignidad de sede arzobispal metropolitana y la diócesis de Cassano all'Ionio pasó a formar parte de esta nueva provincia eclesiástica.
El 21 de junio de 2014 la diócesis recibió la visita pastoral del papa Francisco (papa)Francisco.

## Estadísticas
Según el Anuario Pontificio 2022 la diócesis tenía a fines de 2021 un total de 102 100 fieles bautizados.
| Año                                                                             | Población            | Población | Población      | Sacerdotes | Sacerdotes    | Sacerdotes    | Bautizados por sacerdote | Diáconos permanentes | Religiosos | Religiosos | Parroquias |
| Año                                                                             | Bautizados católicos | Total     | % de católicos | Total      | Clero secular | Clero regular | Bautizados por sacerdote | Diáconos permanentes | Varones    | Mujeres    | Parroquias |
| ------------------------------------------------------------------------------- | -------------------- | --------- | -------------- | ---------- | ------------- | ------------- | ------------------------ | -------------------- | ---------- | ---------- | ---------- |
| 1950                                                                            | 110 000              | 110 000   | 100.0          | 89         | 83            | 6             | 1235                     |                      | 6          | 106        | 45         |
| 1958                                                                            | 110 000              | 110 000   | 100.0          | 88         | 73            | 15            | 1250                     |                      | 15         | 118        | 51         |
| 1970                                                                            | 130 060              | 130 060   | 100.0          | 79         | 68            | 11            | 1646                     |                      | 14         | 138        | 54         |
| 1980                                                                            | 98 000               | 102 000   | 96.1           | 68         | 52            | 16            | 1441                     |                      | 16         | 84         | 43         |
| 1990                                                                            | 104 000              | 106 000   | 98.1           | 65         | 51            | 14            | 1600                     |                      | 14         | 102        | 46         |
| 1999                                                                            | 104 200              | 106 400   | 97.9           | 70         | 62            | 8             | 1488                     | 3                    | 14         | 88         | 48         |
| 2000                                                                            | 104 200              | 107 000   | 97.4           | 68         | 61            | 7             | 1532                     | 3                    | 9          | 70         | 47         |
| 2001                                                                            | 104 000              | 106 000   | 98.1           | 75         | 67            | 8             | 1386                     | 3                    | 10         | 75         | 47         |
| 2002                                                                            | 104 200              | 106 580   | 97.8           | 69         | 61            | 8             | 1510                     | 3                    | 10         | 75         | 47         |
| 2003                                                                            | 104 000              | 106 200   | 97.9           | 67         | 59            | 8             | 1552                     | 3                    | 10         | 57         | 47         |
| 2004                                                                            | 104 200              | 106 800   | 97.6           | 69         | 61            | 8             | 1510                     | 3                    | 15         | 74         | 47         |
| 2006                                                                            | 105 000              | 106 600   | 98.5           | 68         | 61            | 7             | 1544                     | 3                    | 9          | 60         | 47         |
| 2013                                                                            | 104 187              | 108 100   | 96.4           | 78         | 65            | 13            | 1335                     | 3                    | 15         | 59         | 49         |
| 2016                                                                            | 103 761              | 107 881   | 96.2           | 75         | 65            | 10            | 1383                     | 3                    | 12         | 46         | 52         |
| 2019                                                                            | 102 670              | 107 323   | 95.7           | 70         | 60            | 10            | 1466                     | 7                    | 12         | 40         | 52         |
| 2021                                                                            | 102 100              | 107 000   | 95.4           | 68         | 58            | 10            | 1501                     | 8                    | 12         | 23         | 52         |
| Fuente: Catholic-Hierarchy, que a su vez toma los datos del Anuario Pontificio. |                      |           |                |            |               |               |                          |                      |            |            |            |

## Episcopologio
- Caprario? † (mencionado en 465)
- Davide † (mitad del siglo X circa)[nota 2]
- Anónimo † (mencionado en 1059)
- Sassone † (mencionado entre 1092 y 1106)
- Gregorio † (mencionado entre 1085 y 1105)[nota 3]
- Vitale † (antes de 1116-después de 1121)
- Policreto Geneo? † (mencionado en 1122)[nota 4]
- Anónimo † (mencionado en 1130)
- Urso † (mencionado en 1144) [nota 5]
- Federico Milanese † (mencionado en 1157)
- Tommaso † (antes de 1171-después de 1174) [nota 6]
- Anónimo † (mencionado en 1179/1181)[nota 7]
- Goffredo (o Soffrido) † (mencionado en 1195)
- Anónimo † (mencionado en diciembre de 1199)
- Ugo † (inicios del siglo XIII)
- Anónimo † (mencionado en noviembre de 1215)
- Terrizio † (antes de 1220-después de 1223)
- Anónimo † (mencionado en julio de 1234)
- Biagio † (mencionado en 1235 circa)
  - Pietro Amendola degli Attendoli † (mencionado en 1240 circa) (obispo intruso)
- Anónimo † (mencionado en 1239 y en 1241)
- Giovanni Fortebraccio † (18 de enero de 1252-después de 1254)
- Marco d'Assisi, O.F.M. † (15 de mayo de 1267-después de junio de 1285 falleció)
- Pasquale † (?-circa 1298 renunció)[nota 8]
- Riccardo † (1298-28 de febrero de 1301 nombrado obispo de Tricarico)
- Guglielmo de Cuna, O.F.M. † (28 de febrero de 1301-?)
- Alberto Besozzi? † (1312)
- Giovanni † (antes de 1316-circa 1328 falleció)
- Giovanni Marino † (18 de marzo de 1329-1334 falleció)
- Landolfo Vulcano † (24 de octubre de 1334-?)
- Gunio? † (13 de enero de 1335-?)
- Durante? † (noviembre de 1346-?)
- Ruggero Quattromani † (?-enero de 1348 falleció)
- Giovanni di Papasidero † (17 de marzo de 1348-1373 falleció)
- Marino del Giudice † (18 de mayo de 1373-circa 1379 nombrado obispo de Brindisi)
- Roberto del Giudice † (26 de enero de 1379-?)
  - Andrea Cumano † (26 de enero de 1379-2 de diciembre de 1383 nombrado obispo de Cosenza) (antiobispo)
- Nicola (Tomacelli?) † (circa 1383-1392 falleció)
  - Carlo Corsini † (2 de diciembre de 1383-?) (antiobispo)
- Pietro † (1 de octubre de 1392-31 de mayo de 1400 nombrado obispo de Marsico Nuovo)
- Febo Sanseverino † (1 de diciembre de 1399-1404 depuesto)
- Marino Scannaforcia † (11 de noviembre de 1404-1418 falleció)
- Antonello Gesualdo, O.S.B.Coel. † (23 de noviembre de 1418-1428 falleció)
- Guglielmo Chyurlia † (29 de noviembre de 1428-1432 falleció)
- Belforte Spinelli † (14 de mayo de 1432-12 de diciembre de 1440 nombrado obispo titular de Sebaste)
- Gioacchino Suhare † (12 de diciembre de 1440-1463 falleció)
- Giovanni Francesco Brusato † (8 de diciembre de 1463-22 de marzo de 1476 nombrado arzobispo de Nicosia)
- Bartolomeo del Poggio † (22 de marzo de 1476-1485 falleció)
- Nicola Tomacelli † (1 de septiembre de 1485-1490 falleció)
- Marino Tomacelli † (31 de enero de 1491-1519 falleció)
  - Domenico Giacobazzi † (2 de diciembre de 1519-23 de marzo de 1523 renunció) (administrador apostólico)
- Cristoforo Giacobazzi † (23 de marzo de 1523 por sucesión-7 de octubre de 1540 falleció)
- Durante Duranti † (18 de febrero de 1541-18 de febrero de 1551 nombrado arzobispo de Brescia)
- Bernardo Antonio de' Medici † (23 de octubre de 1551-1552 falleció)
  - Giovannangelo de' Medici † (1 de marzo de 1553-25 de junio de 1556 nombrado obispo de Foligno, luego electo papa con el nombre de Pío IV) (administrador apostólico)
  - Marco Sittico Altemps (29 de mayo de 1560-11 de mayo de 1561 renunció) (administrador apostólico)
- Giovan Battista Serbelloni † (17 de diciembre de 1561-1579 renunció)
- Tiberio Carafa † (6 de febrero de 1579-1588 falleció)
- Owen Lewis † (3 de febrero de 1589-14 de octubre de 1594 falleció)
- Giulio Caracciolo † (1 de enero de 1597-1599 falleció)
- Bonifazio Caetani † (8 de noviembre de 1599-22 de abril de 1613 nombrado arzobispo de Tarento)
- Diego de Arce, O.F.M.Obs. † (17 de febrero de 1614-1617 falleció)
- Paolo Palumbo, C.R. † (17 de abril de 1617-1648 falleció)
- Gregorio Carafa, C.R. † (24 de agosto de 1648-27 de mayo de 1664 nombrado arzobispo de Salerno)
  - Sede vacante (1664-1670)
- Alonso de Balmaseda, O.E.S.A. † (16 de julio de 1670-25 de septiembre de 1673 nombrado obispo de Gerona)
  - Sede vacante (1673-1676)
- Giovan Battista del Tinto, O.Carm. † (19 de octubre de 1676-19 de mayo de 1685 falleció)
- Francisco de Sesqueyros y Satomayor, O.E.S.A. † (1 de abril de 1686-mayo de 1691 falleció)
- Vincenzo de Magistris, O.P. † (24 de marzo de 1692-junio de 1705 falleció)
- Nicolò Rocco † (21 de febrero de 1707-noviembre de 1726 falleció)
  - Sede vacante (1726-1729)
- Gennaro Fortunato † (6 de julio de 1729-17 de agosto de 1751 falleció)
- Giovan Battista Miceli † (24 de enero de 1752-15 de junio de 1763 falleció)
- Giovan Battista Coppola † (19 de diciembre de 1763-28 de agosto de 1797 falleció)
  - Sede vacante (1797-1804)
- Francesco Antonio Grillo, O.F.M.Conv. † (29 de octubre de 1804-2 de noviembre de 1804 falleció)	
  - Sede vacante (1804-1818)
- Adeodato Gomez Cardosa † (26 de junio de 1818-19 de diciembre de 1825 nombrado obispo de Isernia)
  - Sede vacante (1825-1829)
- Michele Bombini † (21 de mayo de 1829-18 de enero de 1871 falleció)
- Alessandro Maria Basile, C.SS.R. † (22 de diciembre de 1871-24 de junio de 1883 falleció)
- Raffaele Danise † (9 de agosto de 1883-24 de marzo de 1884 nombrado obispo de Caiazzo)
- Antonio Pistocchi † (24 de marzo de 1884-29 de agosto de 1888 falleció)
- Evangelista di Milia, O.F.M.Cap. † (11 de febrero de 1889-10 de noviembre de 1898 nombrado obispo de Lecce)
- Antonio Maria Bonito † (15 de junio de 1899-11 de diciembre de 1905 nombrado arzobispo coadjutor de Amalfi[nota 9])
- Pietro La Fontaine † (6 de diciembre de 1906-1 de abril de 1910 nombrado secretario de la Sagrada Congregación de Ritos[nota 10])
- Giuseppe Bartolomeo Rovetta † (29 de marzo de 1911-16 de diciembre de 1920 renunció[nota 11])
- Bruno Occhiuto † (17 de noviembre de 1921-30 de junio de 1937 falleció)
- Raffaele Barbieri † (30 de agosto de 1937-31 de enero de 1968 falleció)
- Domenico Vacchiano † (17 de enero de 1970-30 de marzo de 1978 nombrado prelado de Pompeya)
- Girolamo Grillo † (7 de abril de 1979-20 de diciembre de 1983 nombrado obispo de Tarquinia y Civitavecchia)
- Giovanni Francesco Pala † (22 de febrero de 1984-21 de mayo de 1987 falleció)
- Andrea Mugione † (17 de marzo de 1988-21 de noviembre de 1998 nombrado arzobispo de Crotona-Santa Severina)
- Domenico Graziani (21 de agosto de 1999-21 de noviembre de 2006 nombrado arzobispo de Crotona-Santa Severina)
- Vincenzo Bertolone, S.d.P. (10 de marzo de 2007-25 de marzo de 2011 nombrado arzobispo de Catanzaro-Squillace)
- Nunzio Galantino (9 de diciembre de 2011-28 de febrero de 2015 renunció)
- Francesco Savino, desde el 28 de febrero de 2015